# Siegfried Walter Souci
Siegfried Walter Souci (meist kurz S.W. Souci, häufig S. Walter Souci oder Walter Souci) (* 15. September 1904 in München; † 3. Mai 1992) war ein deutscher Lebensmittelchemiker und Hochschullehrer. Ab 1947 war er Direktor der Deutschen Forschungsanstalt für Lebensmittelchemie (DFA), die seinerzeit in München angesiedelt war. Sein Tabellenwerk „Zusammensetzung der Lebensmittel“, das in Zusammenarbeit mit Heinrich Kraut und Walter Fachmann entstand (erste Auflage 1962 bis 1969 als Loseblattsammlung), wird bis heute fortgeführt und ist unter dem Kurztitel „Souci-Fachmann-Kraut“ bekannt. Weiterhin war er Mitbegründer des „Balneologischen Instituts“ an der Universität München.

## Leben
Der Vater von Souci war Kunstmaler. Nach der Volksschule und dem Realgymnasium studierte er von 1923 bis 1928 an der Universität München Chemie und Lebensmittelchemie unter anderem bei Kurt Täufel. Er absolvierte die Prüfung für Diplomchemiker und die Staatsprüfung für Lebensmittelchemiker. 1928 promovierte er mit der Arbeit „Studien über das Verhalten des Traubenzuckers in alkalischer Lösung“, die von Täufel betreut wurde, zum Dr. phil. 1937 habilitierte sich Souci mit einer Arbeit über „Die Chemie des Moores unter besonderer Berücksichtigung der Huminsäuren“. 1939 erhält er eine Dozentur für „angewandte und Lebensmittelchemie“ an der Universität München.
Souci war ab Oktober 1938 wissenschaftlicher Mitarbeiter an der „Deutschen Forschungsanstalt für Lebensmittelchemie“ in München, deren stellvertretender Direktor er 1944 wurde. 1945 wurde er kommissarischer Direktor dieser Anstalt und 1947 Direktor der DFA (bis 1968). 1946 wurde er zum Außerplanmäßigen Professor für „Angewandte und Lebensmittelchemie“ an der Universität München ernannt. Von der Zeit der Promotion bis 1939 war er zugleich Assistent an der Universität München bei Kurt Täufel und auch Mitarbeiter der Staatlichen Untersuchungsanstalt für Nahrungs- und Genussmittel in München. Bereits zu dieser Zeit führte er mit Benno Bleyer „Untersuchungen über das Vorkommen von Fluor in Lebensmitteln und Gebrauchswasser“ durch, die später von seinem Mitarbeiter Karl-Ernst Quentin fortgesetzt wurden. In einer Arbeitsgruppe, der neben Souci u. a. auch Heinrich Kraut, Walter Fachmann und Karl Oberdisse angehörten, unternahm er 1953 eine Studienreise in die USA, über deren Erkenntnisse 1955 berichtet wurde.
Souci war Autor von über 160 wissenschaftlichen Veröffentlichungen und mehreren Lehrbüchern. Die Themen seiner Publikationen waren von allem Lebensmittelzusatzstoffe, außerdem Balneologie, Torfchemie und Mineralwasserchemie. Viele Jahre war er Vorsitzender der „Kommission zur Prüfung der Lebensmittelkonservierung“ der Deutschen Forschungsgemeinschaft. Ab 1948 war er für viele Jahre Herausgeber der  Zeitschrift für Lebensmittel-Untersuchung und -forschung. 1951 war er zusammen mit dem Mediziner Gottfried Boehm (1879–1952) einer der beiden Leiter des Balneologischen Instituts an der LMU München.

## Veröffentlichungen (Auswahl)
- Die Chemie des Moores mit besonderer Berücksichtigung der Huminsäuren unter Bezugnahme auf die balneotherapeutische Verwendung des Moores, Stuttgart : Enke 1938
- unter Mitwirkung von Heinrich Thies: Ausführung qualitativer Analysen, 9., neu bearb. Auflage, München : Bergmann 1971, ISBN 978-3-8070-0282-8.
- mit Eugen Mergenthaler: Fremdstoffe in Lebensmitteln mit besonderer Berücksichtigung der Konservierung : In tabellenförmiger Anordnung, München : J. F. Bergmann 1958
- mit Heinrich Thies: Praktikum der qualitativen Analyse, Berlin, Heidelberg, New York : Springer, 1979, 8. korrigierte Auflage (Verl. auf d. Haupttitels.: Bergmann, München) ISBN 3-8070-0312-6 (Bergmann), ISBN 0-387-00312-6 (Springer).

- Der „kleine Souci-Fachmann-Kraut“:
  - Deutsche Forschungsanstalt für Lebensmittelchemie, Freising (Hrsg.): Lebensmitteltabelle für die Praxis : der kleine Souci-Fachmann-Kraut, bearbeitet von Gaby Andersen und Kathrin Soyka, Begründer: Siegfried Walter Souci, Fachmann, W. ; Kraut, Heinrich, 5. Auflage, Stuttgart : Wissenschaftliche Verlags-Gesellschaft 2011, Früher: Der kleine Souci-Fachmann-Kraut, ISBN 978-3-8047-2679-6. (Frühere Auflagen: 1987, ISBN 3-8047-0810-2, 3. Auflage 1982, ISBN 978-3-8047-0701-6, (2. Auflage 1978) ISBN 3-8047-0543-X)
  - Deutsche Forschungsanstalt für Lebensmittelchemie (Hrsg.): El pequeño «Souci-Fachmann-Kraut» : tablas de composición de alimentos, Autoren Friedrich Senser y Heimo Scherz, Zaragoza : Ed. Acribia 1999 (spanische Ausgabe)